# Sint-Mauritiuskerk (Halle)
De voormalige augustijner stiftskerk Sint-Mauritius (Duits: Sankt Moritz) is een laatgotische hallenkerk in de zuidwestelijke hoek van de historische binnenstad van Halle (Saksen-Anhalt). 

## Bouwgeschiedenis
De kerk werd vanaf 1338 op de plaats van een romaanse voorganger gebouwd. Terwijl de oude kerk nog stond werd begonnen met de bouw van het oostelijke deel van de nieuwe kerk. Oorspronkelijk werden er een tweetal torens als afsluiting van het westelijke deel voorgenomen, maar dit plan werd nooit uitgevoerd. In plaats daarvan werd in de laatste bouwfase van het kerkschip (1453-1510) een westelijke toren gebouwd, die echter niet verder dan de hoogte van de muren van het kerkschip bereikte. 
In het jaar 1557 werd de binnenbouw grotendeels voltooid. De twee verschillende bouwperiodes van het interieur zijn duidelijk af te lezen. Het in 1338 begonnen oostelijk deel kenmerkt zich door een decoratieve uitvoering. Het in de 15e eeuw begonnen westelijke deel is aanmerkelijk eenvoudiger van stijl, wat te maken had met de verminderde financiële draagkracht van de bouwheren. het kerkgebouw kreeg in de jaren 1694-1697 een barokke toren, die na een gedeeltelijke instorting in 1789 werd afgebroken. De huidige torenopzet dateert van 1801-1803. 
De stiftsgebouwen en kruisgang werden in de jaren 1806-1808 afgebroken. Er volgden in de 19e en 20e eeuw diverse restauraties.
De Mauritskerk geldt als het begin van laatgotische hallenbouwkunst in het Saksische gebied. Met name het koor strekte tot voorbeeld voor vele kerkgebouwen in Midden-Duitsland. Tot het midden van de 20e eeuw sierden stenen beelden het exterieur van het koor.

## Geschiedenis
De Mauritiuskerk werd tussen 1121-1144 gebouwd als parochiekerk van de zuidelijke binnenstad en gewijd aan Mauritius, schutpatroon van het aartsbisdom Maagdenburg. Vanaf 1184 werd het tegelijkertijd de stiftskerk van het augustijner koorherenstift. De kerk werd ook belangrijk als parochiekerk van het zoutgilde. In 1519 volgde de opheffing van het stift. Tot de reformatie werd de kerk door de Dominicanen als kloosterkerk in gebruik genomen, ter vervanging van de eigen kloosterkerk die door kardinaal Albrecht van Brandenburg tot dom werd verbouwd. 
Vanaf 1542 werd de kerk een luthers godshuis. In 1970 nam de rooms-katholieke kerk het gebouw over. De katholieke parochiekerk draagt het patrocinium van Mauritius en Paulus.

## Interieur
In het oosten van de kerk treft men stergewelven aan, in het overige en later gebouwde deel netgewelven. De Mauritiuskerk heeft een aantal belangwekkende kunstwerken. Noemenswaardig zijn met name:
- De stenen beelden van Conrad von Einbeck: de Schellenmoritz (een beeld van Mauritius met belletjes aan zijn riem uit 1411), een Man van Smarten uit 1416, een Maria van Smarten (1419), een beeld van Christus aan de geselzuil uit 1419 en een buste van wellicht de beeldhouwer zelf;
- een laatgotisch hoogaltaar uit 1511;
- een renaissance kansel van de meester Zacharias Bogenkrantz uit 1592 met een klankbord van Valentin Silbermann (1604).

Het orgel van de Maurtiuskerk werd in 1925 door de orgelbouwer Wilhelm Sauer uit Frankfurt aan de Oder gebouwd. Het orgel heeft 63 registers op drie manualen en pedaal.

## Omgeving
De westelijke zijde van de kerk grenst aan de resten van een stuk stadsmuur. Aan de noordelijke kant sluit het gebouw van het voormalige Sint-Johanneshospitaal aan. Vroeger stroomde hier tot de overkluizing in de jaren 1893-1894 de Gerbersaale, die door de Mauritiusbrug (Moritzbrücke) met twee bogen overspannen werd. De op deze wijze gecreëerde straat is de Hallorenring. Aan de noordzijde van het kerkhof ontstonden in de 19e eeuw scholen en een politiebureau, dat direct aan het Johanneshospitaal grensde. Tot dan toe was het gebied onbebouwd. In de 2e helft van de 20e eeuw werden de woningen aan de oostelijke zijde van het Mauritiuskerkhof afgebroken om er vervolgens plattenbau en hoogbouw te realiseren, die intussen weer werd afgebroken.